# Regering-González I
De regering-González I bestond uit ministers benoemd door de Spaanse premier Felipe González in zijn ministerraad tijdens zijn eerste ambtstermijn, die viel tijdens de tweede Spaanse legislatuur. Deze legislatuur duurde van 18 november 1982 tot en met 14 juli 1986. Voor het eerst is de socialistische arbeiderspartij PSOE aan de macht sinds het einde van de dictatuur van Francisco Franco.

## Samenstelling
| Ministerspost                                     | Minister                                                                                 |
| ------------------------------------------------- | ---------------------------------------------------------------------------------------- |
| Premier                                           | Felipe González                                                                          |
| Vicepremier                                       | - Alfonso Guerra González                                                                |
| Woordvoerder van de regering                      | - (1982-1985) Eduardo Sotillos Palet - (1985-1986) Javier Solana                         |
| Minister van Buitenlandse Zaken                   | - (1982-1982) Fernando Morán López - (1985-1986) Francisco Fernández Ordóñez             |
| Minister van Justitie                             | - Fernando Ledesma Bartret                                                               |
| Minister van Defensie                             | - Narcís Serra i Serra                                                                   |
| Minister van Economie en Financiën                | - (1982-1985) Miguel Boyer Salvador - (1985-1986) Carlos Solchaga Catalán                |
| Minister van Binnenlandse Zaken                   | - José Barrionuevo Peña                                                                  |
| Minister van Publieke Werken en Urbanisme         | - (1982-1985) Julián Campo Sainz de Rozas - (1985-1986) Javier Luis Sáenz de Cosculluela |
| Minister van Transport, Toerisme en Communicatie  | - (1982-1985) Enrique Baron Crespo - (1985-1986) Abel Ramón Caballero Álvarez            |
| Minister van Onderwijs en Wetenschap              | - José María Maravall Herrero                                                            |
| Minister van Werkgelegenheid en Sociale Zekerheid | - Joaquín Almunia                                                                        |
| Minister van Industrie en Energie                 | - (1982-1985) Carlos Solchaga Catalán - (1985-1986) Joan Majó Cruzate                    |
| Minister van Landbouw, Visserij en Voeding        | - Carlos Romero Herrera                                                                  |
| Minister van het Presidentschap                   | - Javier Moscoso del Prado y Muñoz                                                       |
| Minister van Territoriaal Bestuur                 | - (1982-1985) Tomás de la Quadra-Salcedo - (1985-1986) Félix Pons                        |
| Minister van Cultuur                              | - Javier Solana                                                                          |
| Minister van Volksgezondheid en Consumptie        | - Ernest Lluch i Martín                                                                  |